# Банк Греції
Банк Греції (грец. Τράπεζα της Ελλάδος) — центральний національний банк Греції, заснований 1927 року (до цього функції центробанку виконував Національний банк Греції — найстаріша фінансова устнова держави). Фінансові операції Банк Греції здійснює з 1928 року. Головний офіс розташований у місті Афінах.
Банк Греції — член Європейської системи центральних банків. З 2001 року більшість функцій передано Європейському центральному банку. Основні функції банку — забезпечення стабільності цін у країні і нагляд за діяльністю приватних банків. Банк Греції відіграє рольказначейства і податкового агента уряду країни. У банку працюють 3 000 співробітників. Президент банку — Янніс Стурнарас (з 20 червня 2014 року).

## Управляючі
Голова Банку Греції має офіційну назву управляючий (грец. διοικητής, латиніз. dioikētés). На посаду управляючого Банку Греції призначає уряд Греції.
- Александрос діомідіс: 21 квітня 1928 — 29 вересня 1931
- Еммінуїл Цудерос (1 термін): 31 жовтня 1931 — 8 серпня 1935
- Еммінуїл Цудерос (2 термін): 20 березня 1936 — 9 липня 1939
- Іоанніс Дросопулос: 9 липня 1939 — 28 липня 1939
- Кіріякос Варваресос (1 термін — звільнений окупаційним урядом): 4 серпня 1939 — 23 травня 1941)
- Кіріякос Варваресос (2 термін: окупація — управляючий у вигнанні): 22 квітня 1941 — (жовтень 1944)
- Мільтіад Негропонтіс (окупація): 24 квітня 1941 — 3 липня 1941
- Деметріос Сантіс (окупація): 2 липня 1941 — 20 січня 1943
- Теодорос Цуковасиліс (окупація): 19 квітня 1943 — 13 квітня 1944
- Ксенофон Золотас (співуправляючий): 12 жовтня 1944 — 8 січня 1945
- Кіріякос Варваресос (3 термін): 2 лютого 1945 — 19 вересня 1945
- Георгіос Мандзавінос: 11 лютого 1946 — 2 лютого 1955
- Ксенофон Золотас (2 термін): 5 лютого 1955 — 5 серпня 1967
- Деметріос Галаніс: 7 серпня 1967 — 4 травня 1973
- Константінос Папаянніс: 7 травня 1973 — 9 серпня 1974
- Панайотіс Папалігурас: 9 серпня 1974 — 23 жовтня 1974
- Ксенофон Золотас (3 термін): 27 листопада 1974 — 29 жовтня 1981
- Герасімос Арсеніс: 3 листопада 1981 — 20 лютого 1984
- Деметріос Халікіас: 20 лютого 1984 — 20 лютого 1992
- Евтимій Христодулу: лютого 20, 1992 — грудня 1, 1993
- Іоанніс Бутос: 1 грудня 1993 — 26 жовтня 1994
- Лукас Пападемос: 26 жовтня 1994 — 31 травня 2002
- Ніколаос Гарганас: 31 травня 2002 — 20 червня 2008
- Георгіос Провопулос: 20 червня 2008 — 20 червня 2014
- Янніс Стурнарас: 20 червня 2014 — нині